# Érismature à barbillons
Biziura lobata
Genre
Espèce
Statut de conservation UICN

 LC  : Préoccupation mineure
L'Érismature à barbillons (Biziura lobata) est une espèce de canards à queue dressée, originaire du sud de l'Australie, de la famille des anatidés. C'est la seule espèce du genre Biziura. Une espèce apparentée, l'érismature de Nouvelle-Zélande (en) (Biziura delautouri), vivait autrefois en Nouvelle-Zélande mais n'est connue que par ses os fossilisés. Elle était environ 8 % plus grande que l'espèce actuelle, avec une tête particulièrement importante.
C'est un oiseau modérément commun dans le bassin Murray-Darling et du Cooper Creek et dans les zones fertiles les plus humides du sud du continent: la partie sud-ouest de l'Australie-Occidentale, le Victoria et la Tasmanie. Ils évitent l'extrême nord ou l'ouest et le nord-ouest trop arides.
L'espèce produit du musc.

## Description

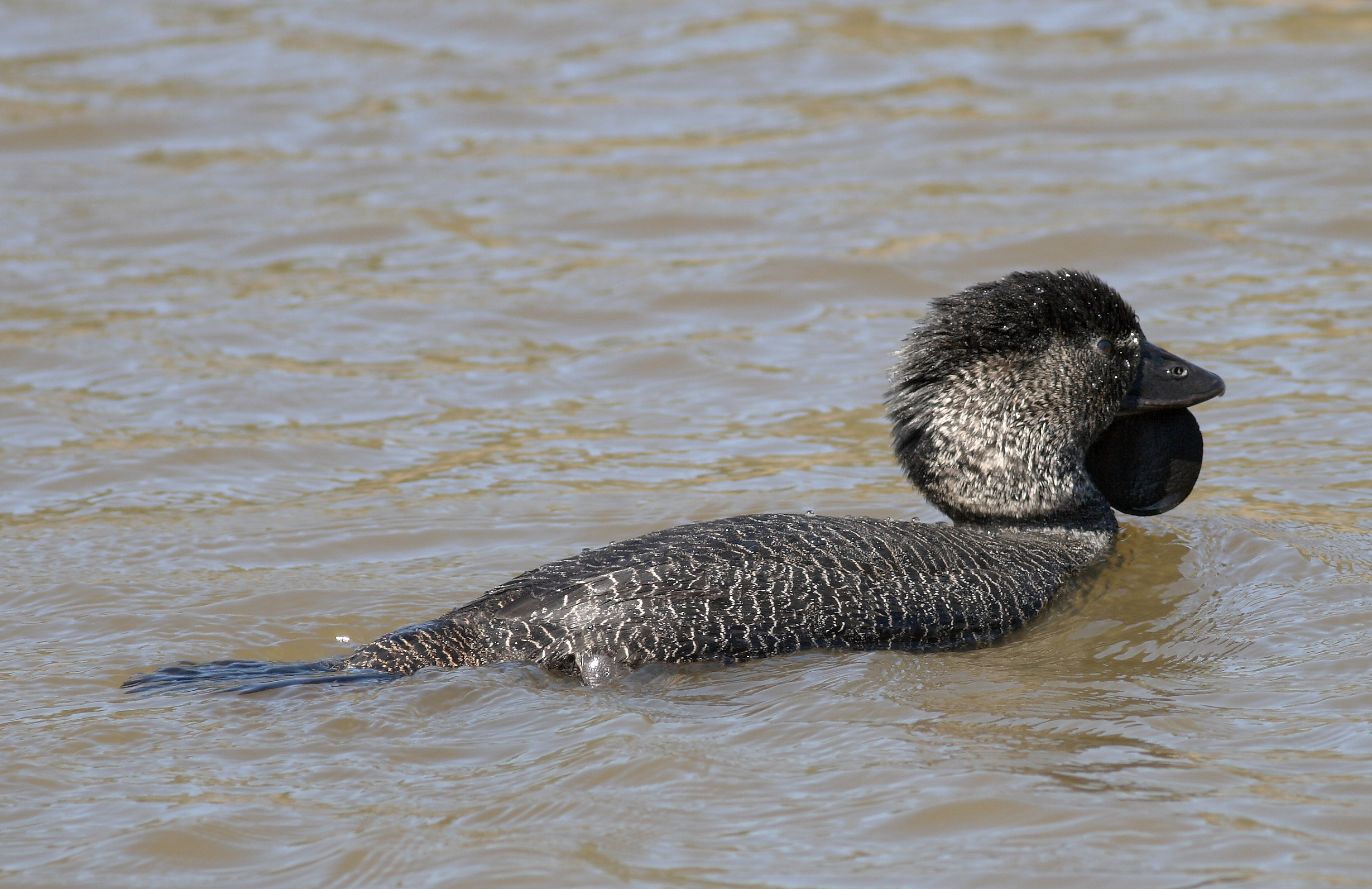
Mâle adulte, Tidbinbilla, Territoire de la capitale australienne, Australie

Le mâle adulte mesure entre 60 et 70 cm de long, et possède un grand lobe distinctif sous le bec. La femelle mesure entre 47 et 55 cm et n'a pas de lobe. Le plumage, terne, gris-brun foncé, finement rayé les rend peu visibles et ne diffère pas entre les sexes. Il flotte très mal sur l'eau, un peu comme un cormoran, et ses grands pieds palmés sont bien étirés à l'arrière du corps. Les canetons sont couverts d'un duvet brun foncé.
Dans son aire d'origine, la queue en éventail est caractéristique, permettant de distinguer cette espèce de la  Stictonette tachetée (Stictonetta naevosa) qui a la même taille, couleur et habitudes. L'Érismature australe (Oxyura australis) a une queue de forme similaire, mais la couleur principale des mâles en plumage nuptial est d'un chatain beaucoup plus riche. Les femelles et les mâles non reproducteurs ont un plumage très similaires cependant et, si l'on n'est pas très familier des légères différences de comportement, on ne peut pas à distance les distinguer des femelles Érismatures à barbillons. Les mâles en période de reproduction sont généralement reconnaissable à leur grand lobe sous le bec.

## Comportement

### Locomotion
Elle sort rarement de l'eau et est maladroite sur la terre ferme. Elle vole rarement: l'envol se fait avec difficulté et l'atterrissage est maladroit, tangentiel, sans essayer d'abaisser les pattes. Toutefois, en cas de besoin il peut s'envoler rapidement et voler sur de longues distances, avec des battements d'ailes rapides mais sans grande amplitude.
Dans l'eau, elle affiche une agilité remarquable, tournant et retournant à la surface grâce à ses deux pattes et à sa queue. En général, elle reste dans l'eau toute la journée, tantôt pour flâner tantôt pour chercher activement leur nourriture, en sortant parfois pour s'asseoir un moment sur un rondin de bois ou sur la terre ferme. Elle reste sur l'eau la nuit, dormant loin de la terre, la tête rentrée dans le corps ou sous une aile.
Elle est très à l'aise sous la surface de l'eau, plongeant la tête la première avec à peine une ondulation et restant immergée jusqu'à une minute, refaisant souvent surface seulement pour quelques instants avant de replonger. Elle plonge pour échapper aux prédateurs, à un voisinage non désiré ou pour chercher de la nourriture, généralement dans de l'eau assez profonde. Elle peut plonger à 6 mètres de profondeur.

### Alimentation
Elle se nourrit essentiellement de coléoptères aquatiques, d'écrevisses, d'escargots d'eau, de crustacés d'eau douce, etc. complétés par une variété de plantes aquatiques et par quelques poissons.

### Relations sociales
Quand elle n'est pas en période de reproduction, l'adulte est généralement solitaire. Les mâles adultes se créent et défendent un territoire, l'interdisant aux autres mâles et bien souvent aussi aux femelles. Les jeunes forment des groupes sur les grandes étendues d'eau à certaines périodes de l'année.

### Reproduction

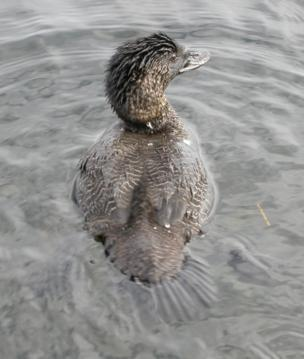
♀

On ne sait pas à quel âge elle atteint sa maturité sexuelle à l'état sauvage, mais cela peut prendre plusieurs années. C'est une espèce à longue durée de vie capable de se reproduire à 20 ans ou plus.
La saison de reproduction de l'Érismature varie avec la pluviométrie et le niveau des eaux mais elle se situe généralement entre juillet et janvier, avec le maximum de pontes en septembre ou octobre. Malgré un certain nombre d'études générales, on connait très peu de choses sur sa reproduction: pendant la saison de reproduction, les mâles se font entendre par des séquences répétitives de sons : d'abord, un ker-plonk splash fait avec les pattes sur la surface de l'eau, puis deux doux, aigus cuc cuc, puis un sifflement et un grognement profond. Cette séquence peut être lancée à tout moment du jour ou de la nuit, avec ou sans séquence visuelle associée, et répétée toutes les 4 ou 5 secondes pendant jusqu'à une demi-heure de suite. Bien que l'Érismature à barbillons ait un grand lobe coriace sous le bec et que celui-ci gonfle pendant la saison de reproduction, ce dernier n'est pas connecté aux cavités vocales et semble n'avoir qu'un rôle visuel.
On pense que l'accouplement se fait un peu comme chez le kakapo (une espèce de très grand perroquet incapable de voler trouvée en Nouvelle-Zélande), au terme d'une parade de plusieurs mâles et où la femelle choisit ensuite son partenaire mais cela reste incertain. Le mâle ne joue aucun rôle dans la construction du nid ou l'élevage des jeunes.
Les femelles choisissent un endroit isolé pour la nidification, généralement de grands roseaux bien loin de la terre et protégés par des eaux profondes, ou sous le couvert de broussailles en surplomb, mais parfois dans toute une gamme de lieux originaux comme sur une souche, dans un tronc d'arbre creux, ou même sous un bateau renversé. Le nid est une simple plate-forme de végétaux piétinés formant un léger creux, bordée de fins végétaux et, après la ponte, d'un abondant duvet. Elle semble être incapable de transporter le moindre matériau et doit se contenter de tout ce qui est à sa portée. Quand le nid est fini, elle courbe des roseaux au-dessus d'elle pour former une sorte de dais, le cachant à la vue. Au moment de quitter le nid pour se nourrir, elle se glisse doucement dans l'eau et plonge, ne refaisant surface qu'à grande distance de lui.

### Capacité à reproduire des sons
En septembre 2021, une étude publiée dans la revue scientifique Philosophical Transactions of the Royal Society B: Biological Sciences indique que L'Érismature à barbillon est capable de reproduire divers sons comme la voix humaine, le cri d'un autre oiseau ou une porte qui claque,,.

## Répartition et habitat

résidence permanente

- résidence permanente

Elle est originaire du sud de l'Australie. Cette espèce préfère les lacs profonds, calmes et les zones humides avec des zones de pleine eau et des roselières.

## Systématique
Les relations de cette espèce particulière avec d'autres espèces sont énigmatiques. Elle est traditionnellement incluse dans la sous-famille des Oxyurinae, mais elle semble n'avoir qu'un rapport lointain avec le genre Oxyura, et ses particularités apomorphiques, la rendent difficile à classer. Sa parenté avec l'aussi étrange canard à oreilles roses (Malacorhynchus) n'est pas résolue, mais elle semble être assez proche, et elle semble faire partie d'une ancienne radiation du Gondwana des Anatidae. En tant que telle, elle est très étroitement liée au genre Oxyuria avec de nombreuses similitudes en raison de l'évolution convergente.

## Liste des sous-espèces
Selon la classification de référence du Congrès ornithologique international (version 15.1, 2025) :
- Biziura lobata lobata (Shaw, 1796) — sud-ouest de l'Australie-Occidentale ;
- Biziura lobata menziesi Mathews, 1914 — Tasmanie et du sud-ouest du Queensland au sud du Victoria et au sud-est de l'Australie-Méridionale.